# 伊勢ノ海部屋太鼓訴訟事件
伊勢ノ海部屋太鼓訴訟事件（いせのうみべやたいこそしょうじけん）は、江戸時代の勧進相撲（のちの大相撲の前身）における事件。
年寄名跡の伊勢ノ海および伊勢ノ海部屋の師匠の座を巡って、部屋関係者の間で、長期間にわたる対立が発生した。

## 経緯
伊勢ノ海部屋は、開祖伊勢ノ海五太夫以来、2代関ノ戸億右エ門、3代柏戸村右衛門と、3代にわたって興行手腕および弟子の育成に才覚を発揮し、江戸相撲会所で重きをなすとともに、横綱谷風梶之助をはじめとする人気力士を多数輩出、伊勢ノ海一門の総帥として、相撲界に一大勢力を築いていた。
寛政8年（1796年）、3代伊勢ノ海が死去した時、前年に入幕した柏戸宗五郎が、4代目伊勢ノ海を二枚鑑札で襲名しようとするが、これに、2代伊勢ノ海の未亡人である加野が、待ったをかける。2代未亡人は、天明2年（1782年）の夫の急死後、自身が経済的に困窮を余儀なくされたことから、2代と同郷で同じく仙台藩の抱えであった荒熊峰右エ門を4代目の候補として擁立。部屋の弟子たちも、両者の間で二つに割れた。
寛政10年（1798年）、2代未亡人は、興行を管轄している寺社奉行へ伊勢ノ海部屋の財産権を訴え出たことにより訴訟沙汰になり、柏戸は、一旦は伊勢ノ海を襲名したのを取りやめて、旧名の柏戸に復す。この財産には、伊勢ノ海部屋伝来の「触れ太鼓」が含まれており、相撲会所が江戸の興行の度に部屋から賃借して用いていた。訴訟により太鼓の所有権が宙に浮いたため、会所はその間、自前の太鼓を新調してこれを用いていた。
その後、訴訟は示談が成立し、2代未亡人が触れ太鼓の所有権を回復。会所は2代未亡人に、触れ太鼓の賃借料として場所ごとに晴天札（本場所の入場券）25枚を贈り2代未亡人はこれで生計を立てることとなった。柏戸はその名義のまま事実上伊勢ノ海部屋の師匠として弟子を育成していたが、文化9年（1812年）、現役引退と同時に正式に4代伊勢ノ海を襲名した。触れ太鼓は2代未亡人の没後に4代伊勢ノ海の部屋に戻り、明治初年までは会所が賃借する慣行が続いた。